# Stade Walter-Luzi
Le stade Walter-Luzi est un stade de football situé à Chambly (Oise), en France.
Il se trouve à côté du stade des Marais, ancien stade utilisé par le club lors de ses différentes accessions jusqu'au National. Ce nouveau stade est utilisé par le FC Chambly Oise.

## Histoire du stade

### Une construction mouvementée

#### Début du projet
À l'occasion de la montée du FC Chambly Oise en Ligue 2 au début de la saison 2019-2020, le club annonce la construction d'un nouveau stade afin de se conformer aux critères établis par la FFF et la LFP. Sa capacité est de 4 550 places. Il comporte trois tribunes de 1 500 places chacune,. Le club espère y accueillir des matchs de Ligue 2 une fois la construction terminée pour début 2021. Le stade est nommé stade Walter-Luzi, en l'hommage au fondateur du FC Chambly, père de Bruno et Fulvio, respectivement entraîneur de 2001 à 2022 et actuel président.

#### Des travaux très contestés
Pendant de nombreux mois la construction du stade Walter-Luzi se voit être stoppée à plusieurs reprises, notamment une première fois en décembre 2020. Une décision du Conseil d’État qui réclame une nouvelle étude d’impact environnemental pour ces travaux. Après quatre mois d'arrêt liés à une nouvelle étude d'impact environnemental, les travaux du nouveau stade ont repris,. La deuxième interruption des travaux a eu lieu le 30 avril 2022, le tribunal judiciaire de Senlis ayant décidé d'arrêter le processus. Il a jugé que l’autorisation préfectorale du 18 mars pour la reprise du chantier ne s’inscrit pas dans un cadre légal. Le tribunal a donc une nouvelle fois demandé de suspendre les travaux en attendant la délivrance d’une nouvelle autorisation environnementale,, ce qui entraînera la suspension du chantier pour une durée de six mois.

#### Finalisation du stade
Le 9 septembre 2022 est un jour béni pour le président Fulvio Luzi qui a vu les derniers recours à l'encontre du stade être rejetés par la mairie. La dernière tranche des travaux du stade est ainsi finalisée, ainsi que les dernières homologations de la ligue. Le stade ouvrira donc ses portes le 25 mars 2023 pour le match face à la réserve du Stade rennais, soit presque 4 ans après le début du projet.

### Débuts du nouveau stade
Le stade est inauguré lors de la rencontre opposant le FC Chambly Oise à la réserve du Stade rennais devant 1 325 spectateurs. Le record d'affluence du stade est de 4 043 spectateurs lors de la rencontre opposant les camblysiens à la réserve du SM Caen.

## Utilisation

### Coupe de France
En tant que stade à vocation régionale, le stade accueille des matchs de Coupe de France pour des clubs régionaux, en dehors du club résident habituel.
À l'occasion des seizièmes de finale de la Coupe de France de football 2023-2024, le Racing Club de France y reçoit le LOSC, qui s'impose 0-1.
Lors de la Coupe de France de football 2024-2025, le FC Liancourt-Clermont, pensionnaire de R2, utilise le stade Walter-Luzi pour son match de 8e tour contre le club de National de l'US Quevilly Rouen Métropole.
| Date             | Tour          | Équipe 1                   | Score | Équipe 2                      | Affluence |
| ---------------- | ------------- | -------------------------- | ----- | ----------------------------- | --------- |
| 21 janvier 2024  | 16e de finale | Racing CF (N2)             | 0 - 1 | LOSC Lille (L1)               | 2 517     |
| 30 novembre 2024 | 8e tour       | FC Liancourt-Clermont (R2) | 0 - 1 | Quevilly Rouen Métropole (N1) | 1 340     |

### Matchs délocalisés
En raison des Jeux paralympiques d'été de 2024, le FC Versailles 78 délocalise son match de la 3e journée du championnat de National 2024-2025 face à Nancy au stade Walter-Luzi. À partir de la 16e journée de National, Versailles joue l'intégralité de ses matchs à domicile à Chambly.